# Megadytes ecuadorius
Megadytes ecuadorius är en skalbaggsart som beskrevs av Zimmermann 1919. Megadytes ecuadorius ingår i släktet Megadytes och familjen dykare. Inga underarter finns listade i Catalogue of Life.